# Bâtiment du Tribunal de district à Šabac
Le bâtiment du tribunal de district à Šabac (en serbe cyrillique : Зграда Окружног суда у Шапцу ; en serbe latin : Zgrada Okružnog suda u Šapcu) se trouve à Šabac, dans le district de Mačva, en Serbie. Il est inscrit sur la liste des monuments culturels protégés de la république de Serbie (identifiant no SK 729),.

## Présentation

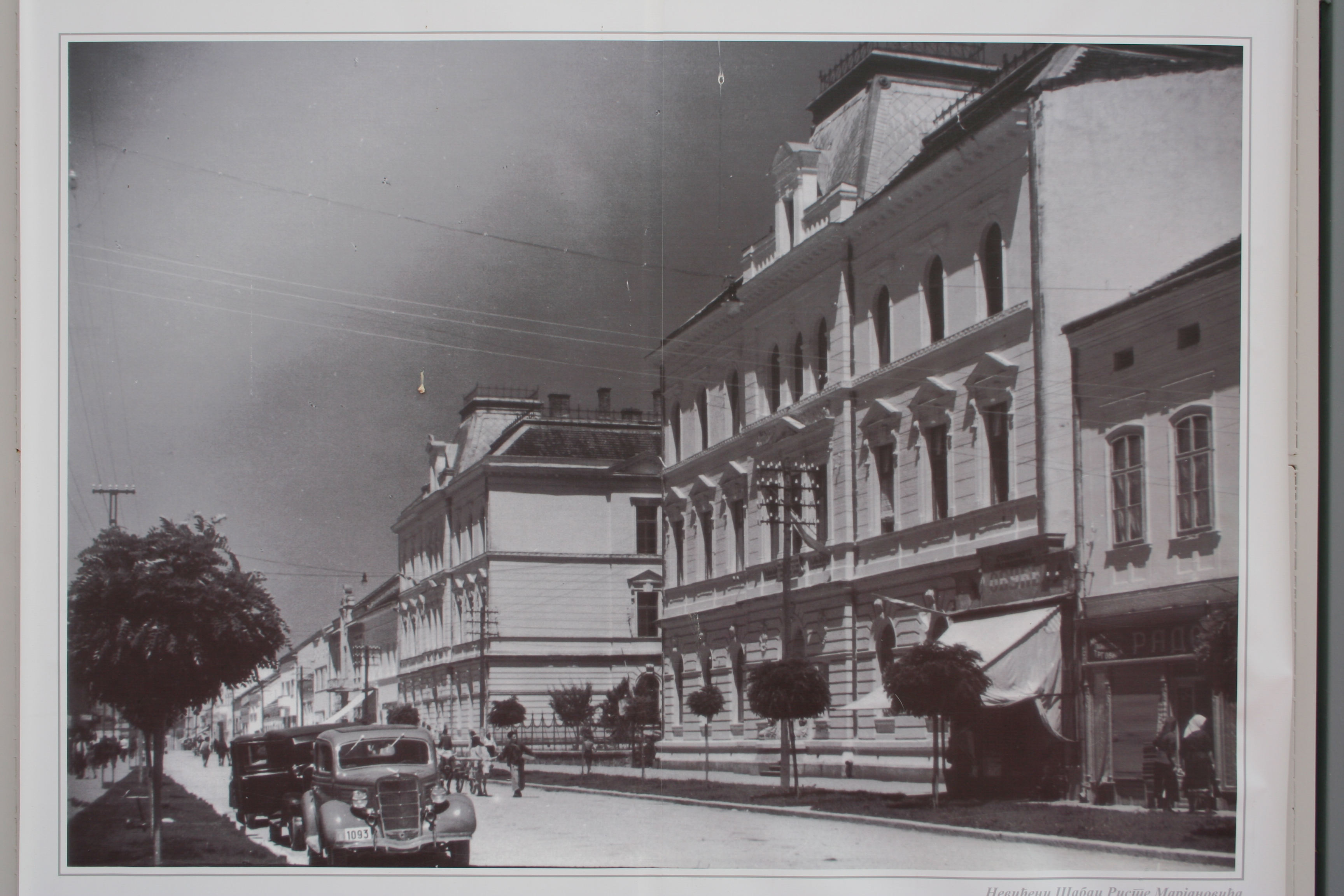
Les « bâtiments jumeaux », photographie de Rista Marjanović, début du XXe siècle

Le bâtiment, situé 4 rue Gospodar Jevremova, fait partie d'un ensemble de deux édifices dotés d'un rez-de-chaussée et de deux étages construits par l'architecte Milorad Ruvidić et surnommés les « bâtiments jumeaux » (en serbe : zgrade bliznakinje). Construit en 1907 pour abriter le tribunal de district, il est caractéristique du style néo-Renaissance,. Il conserve exactement la même fonction aujourd'hui.
La façade principale sur rue est complètement identique à celle du bâtiment de l'Administration du district voisin. Cette façade est ornée d'une riche décoration plastique et est couronnée en son centre par un dôme carré.
Milorad Ruvidić a construit de nombreux bâtiments en Serbie, à Niš, Belgrade, Pirot et Smederevo. Cet architecte est originaire de Lipolist, près de Šabac et il a travaillé pendant 12 ans au ministère de la Construction à Belgrade.

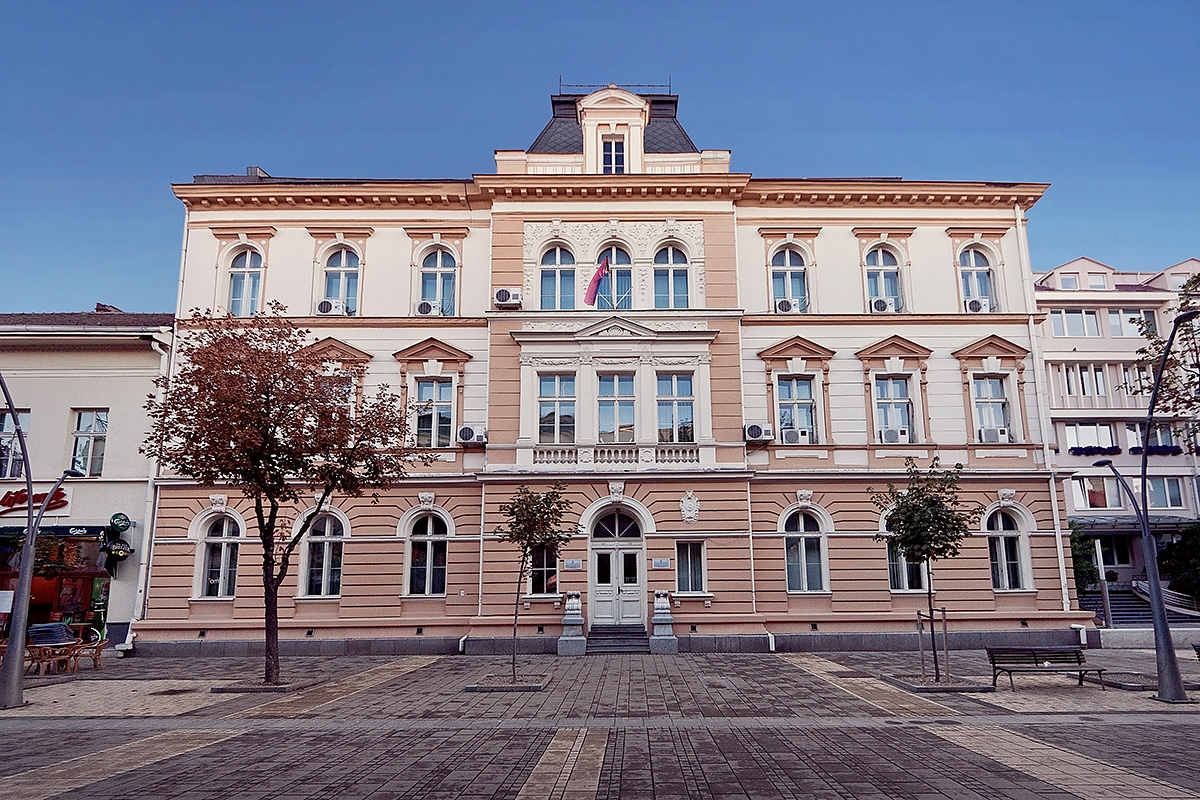
Vue générale du bâtiment.

La rue Gospodar Jevremovo (Gospodara Jevrema), où se trouve le bâtiment, est inscrite dans son ensemble sur la liste des entités spatiales historico-culturelles protégées de la république de Serbie (identifiant no PKIC 67),,,,.